# Ланский сельсовет
Ланский сельсовет — административно-территориальная единица на территории Несвижского района Минской области Республики Беларусь. Административный центр — агрогородок Лань.

## История
28 июня 2013 года в состав Ланского сельсовета включены населённые пункты упразднённого Леоновичского сельсовета.

## Состав
Ланский сельсовет включает 26 населённых пунктов:
- Большая Быховщина — деревня.
- Габруны — деревня.
- Грибовщина — деревня.
- Демидовичи — деревня.
- Дубейки — деревня.
- Иваново — деревня.
- Качановичи — деревня.
- Кирковщина — деревня.
- Космовичи — деревня.
- Лазовичи — деревня.
- Лань — агрогородок.
- Леоновичи — деревня.
- Лесуны — деревня.
- Ляхи — деревня.
- Малая Быховщина — деревня.
- Митьковичи — деревня.
- Мысливо — деревня.
- Осмолово — деревня.
- Плешевичи — деревня.
- Пукелевщина — деревня.
- Смоличи — деревня.
- Солтановщина — агрогородок.
- Текаловщина — деревня.
- Хрипково — деревня.
- Чановичи — деревня.
- Леоновичи — деревня.